# Phyllocarpus riedelii
Phyllocarpus riedelii är en ärtväxtart som beskrevs av Louis René Tulasne. Phyllocarpus riedelii ingår i släktet Phyllocarpus och familjen ärtväxter. Inga underarter finns listade i Catalogue of Life.